# Amir Abedzade
Amir Abedzade (pers. امیررضا عابدزاده; ur. 26 kwietnia 1993 w Teheranie) – irański piłkarz grający na pozycji bramkarza. Od 2017 roku jest zawodnikiem klubu CS Marítimo. Jest synem Ahmeda Rezy Abedzadego, również byłego bramkarza i reprezentanta kraju.

## Kariera piłkarska
Swoją karierę piłkarską Abedzade rozpoczął w 2006 roku w klubie Persepolis FC. Trenował również w zespołach juniorskich takich klubów jak Brentford, Dinamo Dorigo, Tottenham Hotspur, London Tigers i Persian FC London. W 2011 roku wyjechał do Stanów Zjednoczonych i w latach 2011-2012 grał w Los Angeles Blues. W 2012 roku wrócił do Iranu i przez dwa sezony był rezerwowym bramkarzem Persepolisu, w którym nie zagrał w żadnym ligowym meczu.
Latem 2014 został zawodnikiem klubu Rah Ahan Teheran. Swój debiut w nim zaliczył 18 września 2014 w przegranym 1:2 domowym meczu z Persepolisem. W Rah Ahan spędził rok.
W 2016 roku wyjechał do Portugalii i został zawodnikiem klubu FC Barreirense, grającego w Segunda Divisão. W 2017 roku przeszedł do pierwszoligowego CS Marítimo. Zadebiutował w nim 11 marca 2018 w wygranym 4:2 domowym meczu z Vitórią Setúbal.
| Sezon   | Klub              | Kraj              | Rozgrywki       | Mecze | Gole |
| ------- | ----------------- | ----------------- | --------------- | ----- | ---- |
| 2011    | Los Angeles Blues | Stany Zjednoczone | USL Pro         | 4     | 0    |
| 2012    | Los Angeles Blues | Stany Zjednoczone | USL Pro         | 10    | 0    |
| 2012/13 | Persepolis FC     | Iran              | Iran Pro League | 0     | 0    |
| 2013/14 | Persepolis FC     | Iran              | Iran Pro League | 0     | 0    |
| 2014/15 | Rah Ahan Teheran  | Iran              | Iran Pro League | 9     | 0    |
| 2015/16 | FC Barreirense    | Portugalia        | Segunda Divisão | 10    | 0    |
| 2016/17 | CS Marítimo       | Portugalia        | Primeira Liga   | 0     | 0    |
| 2017/18 | CS Marítimo       | Portugalia        | Primeira Liga   | 8     | 0    |

## Kariera reprezentacyjna
W reprezentacji Iranu Abedzade zadebiutował 19 maja 2018 w wygranym 1:0 towarzyskim meczu z Uzbekistanem, rozegranym w Teheranie. W 2018 roku powołano go do kadry na Mistrzostwa Świata w Rosji.